# Callisia repens
Callisia repens, (popularmente conhecida no Brasil como dinheiro-em-penca,) é uma espécie botânica da família das Commelinaceae, nativa do México sendo comum da América Central até a América do Sul. É comum em áreas da caatinga de Pernambuco em fase de regeneração.

## Descrição
É um arbusto perene, prostrado, os caules muitas vezes arroxeadas que se enraizam em cada nó, o que permite formar um tapete. As folhas são ovais, de 1-4 cm de comprimento, 1-2 cm de largura, agudas no ápice, arredondado sub-cordadas na base, sésseis, sub-suculenta, glabra, exceto nas margens ciliares, verde pálido, bainha tubular, 3-3,5 mm de comprimento, com alguns fios longos no ápice.
A C. repens cresce em áreas de sombra úmida, pode ser encontrada em solos rochosos, arenosos, de cascalho e também escala sobre rochas.

## Planta invisivel
A C. repens tem sido amplamente cultivada como planta ornamental em jardins e quintais nas regiões tropicais e subtropicais de onde escapou para as áreas naturais. A C. repens espalha vegetativamente por estacas, fragmentos de plantas e/ou plantas descartadas. Uma vez estabelecida, esta espécie cresce formando uma densa cobertura no solo ou "camas" no chão da floresta impedindo a germinação e o estabelecimento de plantas nativas. A C. repens está listada como invasora na África do Sul, China e Cuba e também é uma erva daninha comum em Puerto Rico e Ilhas Virgens dos EUA.

## Galeria

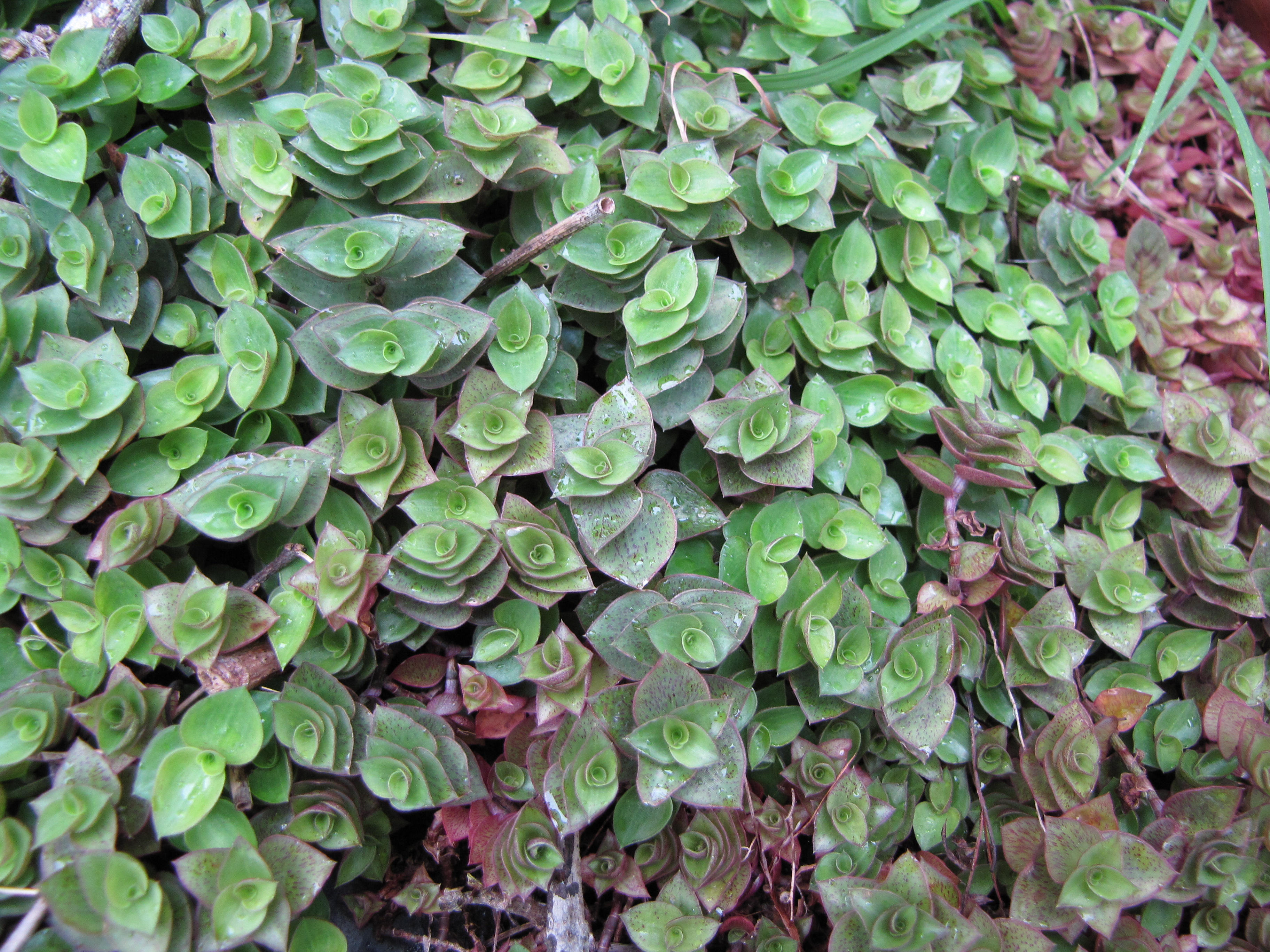
Detalhe
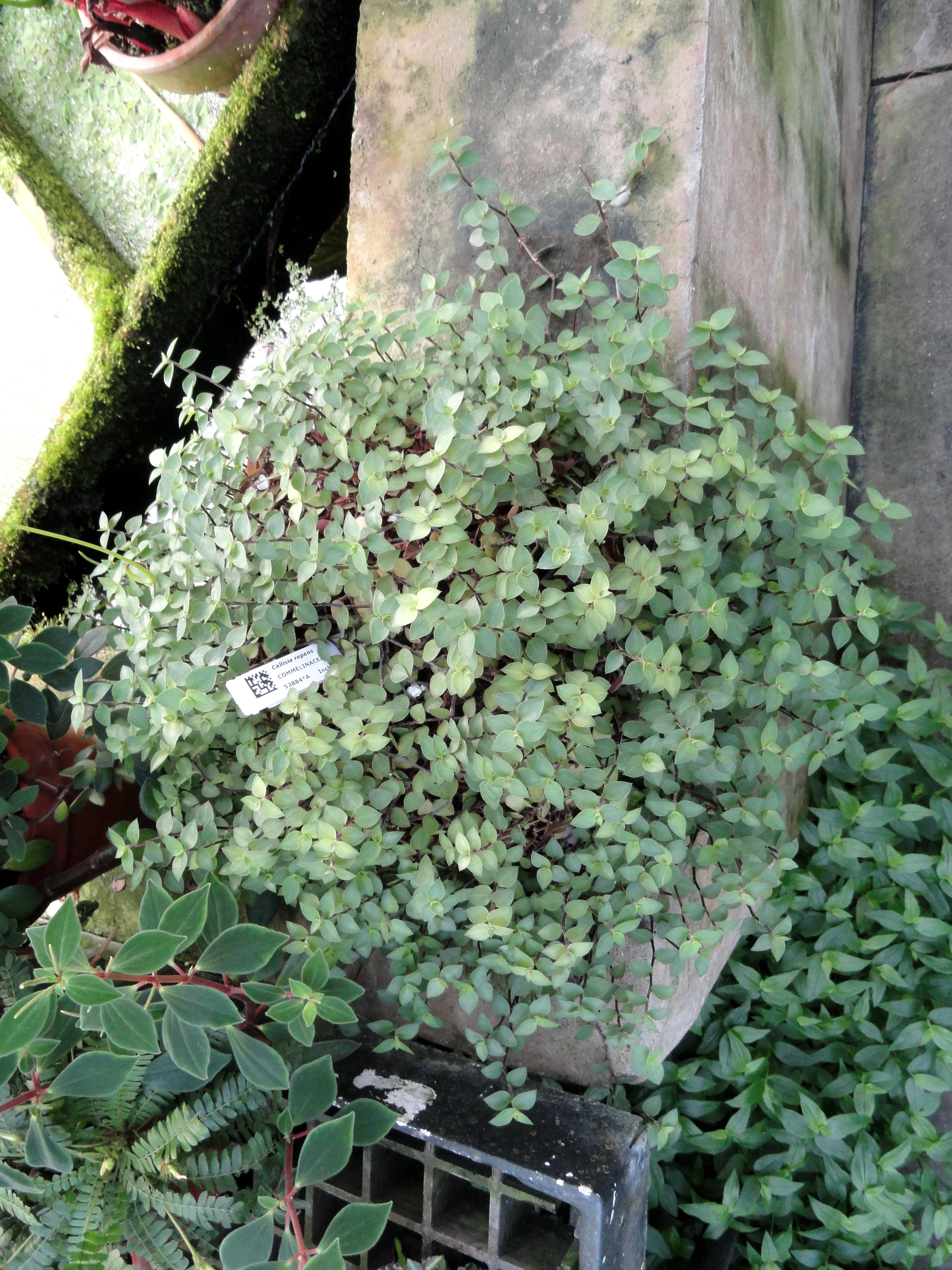
Em vaso
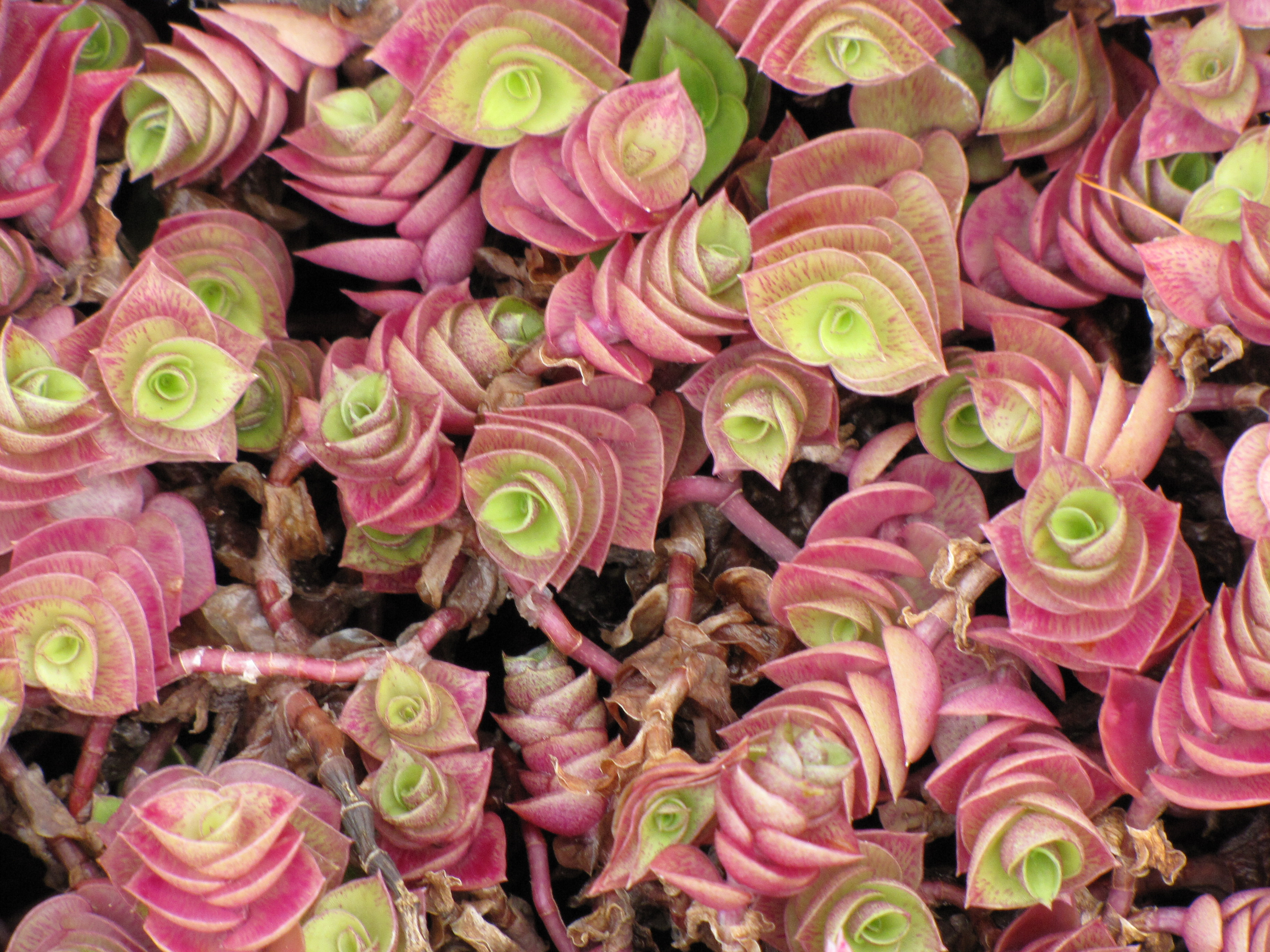
Variedade vermelha